# Evergestis albifasciaria
Evergestis albifasciaria is een vlinder uit de familie grasmotten (Crambidae). De wetenschappelijke naam van deze soort is voor het eerst geldig gepubliceerd in 2013 door Na Chen & Shu-xia Wang.

## Type
- holotype: "male. 06-VIII-2011, Li-xia L i & Ying-hui Mou"
- instituut: ICCLS, Nankai University, Tianjin, China
- typelocatie: "China, Inner Mongolia, Mt. Helan, Xuelingzi, Nansi, Yaoba, 38°31'59.84"N, 105°39'27.39"E, 2210 m"